# 獅童ありす
獅童 ありす（しどう  ありす）は、 日本の漫画家。

## 経歴・特徴
友人の同人誌で依頼されたことががきっかけで漫画を描くようになった、という。それまで、イラストを描くことはあっても、2000年あたりまでは人に見せることは意識していなかった、という。
デビュー誌は、『COMICポプリクラブ』（晋遊舎→マックス）で、同人誌を見て、担当からスカウトされたようである。好きなタイプのヒロインは、クーデレやツンデレで、背徳感や少し禁断感のあるものが好みだという。目標は、藤崎竜や、松下容子のような絵で、色気のある作品を生み出すことを望んでいるという。
男女とも独特の特徴のある瞳で、繊細な線のはかない感じのキャラクターを描く。三頭身キャラもデフォルメで描くこともある。2007年から2年ほど、休筆していた。

## オリジナル作品

### 読み切り・連載
※  特記のないものは『COMICポプリクラブ』に掲載。
- 気になるお年頃 2005年2月号
- お嬢様がイク!! 2005年4月号
- ア・ラJIN☆ 2005年5月号
- 危険な夜道 2005年6月号
- 時に勇気はタマにキズ 電撃コミックガオ（メディアワークス）2005年6月号
- めたもる前・後編 2005年7月号 - 8月号
- Hot.biz Succcess 2005年9月号 - 2006年1月号
  - Hot.biz Succcess０ 単行本『エピキュリアン・シンドローム』描き下ろし
- オレメモ 電撃コミックガオ（メディアワークス）2005年10月号
- 華火 2006年4月号
- 天使の放課後 ACT.1 - ACT.3 COMIC 2006年5月号 - 7月号
- にゃんバナ 2006年8月号
- アブナイ夜道 2006年9月号
- でりでび 2006年12月号
- ガッコウで｡ 2007年2月号
- 変身♥メガネちゃん 2010年2月号[3]
- 甘いことしようよ 2010年3月号[4]
- せーと会長と僕 2010年4月号
- えっちなからだの作り方 MENU:1 - MENU:3 2010年6月号 - 8月号
- キミのせなか 2010年9月号
- だってしたいんだもん!!  2010年10月号
- 隣りのお姉さんが好きですが…!?  2010年11月号
- 白黒つけない!? Phase:1 -  Phase:6 2011年4月号 - 9月号
  - 白黒つけない!? EX 2011年12月号
- 姫華さまの華麗なる性活 2011年11月号
- 秘めハジメ 2012年2月号
- 快感リフレ♥ #1 - #3 2012年5月号 - 7月号
- 雨と放課後とふたり 2012年8月号
- となりのあの娘はエッチなあのコ 2012年9月号
- イロイロ出ちゃいました☆ 2012年10月号
- すいーと＝たいむ 2012年11月号
- はじまりは×××♥ 2013年1月号
- ましゅまろらぶ♥ 2013年4月号
- ベイビーベイビー！ 2013年6月号
- ねじれたリボン 2013年6月号
- 僕の・わたしのすきなひと 2013年8月号
  - 続・僕の・わたしのすきなひと 2013年10月号
- SWEET WORK 2013年11月号
- だって恋人じゃない♥ 2014年1月号
- キストモ前・後編 2014年4月号・5月号

### 単行本
- 『エピキュリアンシンドローム』晋遊舎 、晋遊舎コミックス（2006年3月）
- 『エピキュリアンシンドローム』新装版 マックス、ポプリコミックス（2010年1月）

Hot.biz Succcess、ほか収録。
- 『レンアイショウジョ』マックス、ポプリコミックス（2010年1月）

天使の放課後、他収録
- 『えっちなからだの作り方』マックス、ポプリコミックス（2010年12月）
- 『ウサギたちのももいろゆうぎ』マックス、ポプリコミックス（2011年12月）

白黒つけない!?Phase:1〜6、姫華さまの華麗なる性活、白黒つけない!? EX..の8編を収録。
- 『キストモ』マックス、ポプリコミックス（2014年7月）

## コミカライズ作品
- 空戦魔導士候補生の教官 月刊コミックアライブ（メディアファクトリー）2014年9月号 - 2016年9月号（原作：諸星悠、キャラクター原案：甘味みきひろ）※単行本全4巻
- 暇人、魔王の姿で異世界へ 時々チートなぶらり旅 月刊コミックアライブ（メディアファクトリー）2017年5月号 - 2017年11月号（原作：藍敦、キャラクター原案：桂井よしあき）※単行本無し
- 後宮の密やかな戯れ ～溺愛しすぎのお兄様～ デジタルマーガレット（集英社）2024年9月6日 - 連載中（原作：京極れな）原作イラストも担当

## イラスト担当
- 『惑愛の騎士 〜いとしき王女への誓い〜』2017年7月、ハーパーコリンズジャパン、ヴァニラ文庫（著：花川戸菖蒲）
- 『政略婚は秘密の蜜愛ウェディング』2017年11月、二見書房、ハニー文庫（著：舞姫美）
- 『囚われ溺愛婚 〜敵対一族の主と結婚しました〜』2019年3月、集英社、シフォン文庫（著：園内かな）※電子書籍のみ
- 『官能に堕ちた巫女王 〜皇帝に暴かれた芙蓉国〜』2019年6月、二見書房、ハニー文庫（著：臣桜）
- 『騎士皇子の蜜と罰』2020年2月、プランタン出版、ティアラ文庫（著：桜しんり）
- 『女剣闘士は皇帝に甘く堕とされる』2020年4月、二見書房、ハニー文庫（著：吉田行）
- 『悪役令嬢は二度目の人生を従者に捧げたい』2020年9月、KADOKAWA、ビーズログ文庫（著：紅城蒼）
- 『溺愛トライアングル 〜雛鳥は二人の狼に愛される〜』2020年10月、天海社、LUNA文庫（著：桜庭えみり）※電子書籍のみ
- 『女医調教 年下男子と愛欲の沼に嵌まる』2020年12月、プランタン出版、オパール文庫ブラックオパール（著：水戸泉）
- 『あなたの一番になれたらいいのに』2020年12月、アルファポリス、エタニティブックスRouge（著：小田恒子）
- 『後宮の密やかな戯れ 〜溺愛しすぎのお兄様〜』2021年1月、集英社、シフォン文庫（著：京極れな）※電子書籍のみ
- 『元令嬢は憧れの騎士様に抱かれたくて嘘をつく』2021年3月、プランタン出版、ティアラ文庫（著：桜しんり）
- 『スパダリ夫と若奥様、シチュエーションＨで子作り中!!』2021年4月、プランタン出版、オパール文庫（著：七福さゆり）
- 『鬼惑（）の花嫁』2021年4月、プランタン出版、ティアラ文庫（著：蒼磨奏）
- 『落ちこぼれ淫魔は退魔師の甘い支配に陶酔する』2021年7月、夢中文庫、夢中文庫プランセ（著：皆原彼方）※電子書籍のみ
- 『推しさえいればよかった私が憑いてるスパダリ御曹司と結婚した件』2021年7月、三交社、ガブリエラブックス（著：猫屋ちゃき）
- 『最強のチート魔法使いは初恋の幼馴染みを甘やかしたい』2021年9月、プランタン出版、e-ティアラ（著：蒼磨奏）
- 『君は一年後に破滅する悪役令嬢だから今すぐツンデレをやめなさい!』2021年10月、プランタン出版、ティアラ文庫（著：日車メレ）